# Stare Wierzchowiska
Stare Wierzchowiska (prononciation : [ˈstarɛ vʲɛʂxɔˈvʲiska]) est un village polonais de la gmina de Bełżyce dans le powiat de Lublin de la voïvodie de Lublin dans l'est de la Pologne.

## Histoire
De 1975 à 1998, le village est attaché administrativement à l'ancienne Voïvodie de Lublin.

Depuis 1999, il fait partie de la nouvelle voïvodie de Lublin.

## Personnalité liée à la commune
Anna Henryka Pustowójtówna (1838-1881), militante et soldate polonaise.